# Pełele
Pełele (dodatkowa nazwa w j. litewskim Peleliai) – wieś w Polsce położona w województwie podlaskim, w powiecie sejneńskim, w gminie Puńsk.
Wieś królewska położona była w końcu XVIII wieku  w powiecie grodzieńskim województwa trockiego. W latach 1975–1998 miejscowość administracyjnie należała do województwa suwalskiego.
W czerwcu i lipcu 2001 r. w Pełelach kręcono zdjęcia do filmu Zmruż oczy.